# Brastavățu
Brastavățu est une commune roumaine située dans le județ d'Olt.